# Diatrichalus habbema
Diatrichalus habbema là một loài bọ cánh cứng trong họ Lycidae. Loài này được Bocák miêu tả khoa học năm 2001.